# KAI KF-21 Boramae
KAI KF-21 Boramae är ett avancerat flerrollsstridsflygplan som för närvarande utvecklas av Sydkorea och Indonesien. Projektet leds av företaget Korean Aerospace Industries (KAI) i samarbete med PT Dirgantara Indonesia. Tidigare känt som KF-X-programmet, syftar projektet till att utveckla ett inhemskt stridsflygplan för att ersätta Sydkoreas åldrande flotta av F-4D/E Phantom II- och F-5E/F Tiger II-flygplan och samtidigt komplettera den amerikanska F-35 Lightning II i den sydkoreanska flygvapnets arsenal.
KF-21 är konstruerat som ett fjärde generationens stridsflygplan med vissa funktioner från femte generationens flygplan, såsom mindre radarprofil. Flygplanet är planerat att tillverkas i både ensitsiga och tvåsitsiga versioner och kommer att kunna utföra en mängd olika uppdrag, inklusive luftherravälde, markattack och havsövervakning.
Projektet inleddes 2001 och den första prototypen av KF-21 rullades ut i april 2021. Den första flygningen genomfördes den 19 juli 2022. Full produktion förväntas starta 2026, med planer på att tillverka över 120 flygplan för det sydkoreanska flygvapnet, och ytterligare flygplan för export till andra länder.